# Gschnitzbach
De Gschnitzbach is een klein riviertje in Tirol in Oostenrijk. De Gschnitzbach is een linker zijrivier van de Sill.
De beek ontspringt bij de Lautersee nabij de Brennerpas en heeft een lengte van vijftien kilometer. De rivier stroomt van zuidwest naar noordoost en mondt bij Steinach am Brenner uit in de Sill. Daarbij passeert de beek de plaatsen Trins en Gschnitz. Tal van zijriviertjes monden in de Gschnitzbach uit.,
Het water in de beek is van drinkwaterkwaliteit en biedt een goede leefomgeving voor vissen. De bergbeek wordt snel een wilde rivier bij hoogwater. Met name de onderloop kent dan sterke stroomversnellingen.

## Linker zijriviertjes
- Traulbach
- Glättebach
- Nennesbach
- Finetzbach
- Talbach

## Rechter zijriviertjes
- Simmingbach
- Sandersbach
- Martairbach
- Schmurzgraben
- Trunabach
- Fullzambach
- Glafernaunbach
- Alles Grenzbachl